# A „paid, owned, earned media” modell
A modern marketingszemlélet szerves része a POE modell. A név a vásárolt (Paid), saját (Owned), és szerzett (Earned) média szavak angol rövidítéséből adódik. A modell a márka és a fogyasztó közötti kölcsönhatást befolyásoló médiatípusokat strukturálja. 
A POE modell a klasszikus (ár- és termékorientált) marketingszemléletben használt ATL (ún. „klasszikus”), BTL (ún. „nem hagyományos) reklámhordozók megkülönböztetésének a modern (élmény-, igényorientált) marketingszemléletben alkalmazott „párja”.

## Nielsen kutatás
A POE modell újfajta szegmentációjának indokoltságát mutatja a Nielsen Media Research által világszerte elvégzett kutatás (2011) eredménye is, amelyben 56 ország 28 000 online fogyasztónak az igényeit, szokásait mérték fel.
A Nielsen-kutatás eredménye
- A kutatásban részt vettek 92%-ának fontosabb az ismerősök és közvetlen hozzátartozók ajánlása a többi hirdetési forma üzeneténél. (2007 és 2011 között 17%-os növekedés)
- A kutatásban részt vettek 70%-a bízik az idegenek online véleményében, így ez jelenti számukra a második legmegbízhatóbb hirdetési formát. (2007 és 2011 között 15%-os növekedés)
- A kutatásban részt vettek csupán 47%-a állította, hogy bízik a televízióban, magazinokban vagy újságokban elhelyezett fizetett hirdetésekben. (2009 és 2011 között közel 25%-os csökkenés)

A Nielsen-kutatás eredménye mutatja, hogy a szerzett (earned) média jelentősége folyamatosan nő, azonban a saját (owned) és fizetett (paid) média befolyása is jelentős marad. Ez a tendencia a marketinggel foglalkozóktól egy új, aktualizált gondolkodásmódot követel meg, amely az új szemlélet által a marketingstratégiát is jelentősen befolyásolja.

## Médiatípusok

### Vásárolt (Paid) média
Vásárolt médiának nevezzük a hagyományos hirdetéseket, ahol a megjelenés (kattintás, felkeresés) után fizet a hirdető. A vásárolt média előnye a képesség, hogy a hirdető saját igényei szerint számtalan módon számtalan dolgot valósíthat meg, továbbá felügyelni és kontrollálni is tudja. 
A közösségi hirdetések növekvő népszerűsége az olyan oldalakon, mint a  Facebook, Twitter, LinkedIn, YouTube egy újabb lehetőséget ad a hirdetők számára, hogy jelen lehessenek azokon a csatornákon, ahol a fogyasztók és a potenciális vásárolók idejük jelentős részét eltöltik.  
- Az emberek 47%-a bízik az online felületen elhelyezett vásárolt médiában.[1]

### Saját (Owned) média
Saját médiának nevezzük a médiákat, tartalmakat és a kintlévőségeket, amit a márka (hirdető) felügyel, idesorolva a  weboldalakat, blogokat , hírleveleket és a közösségimédia-profilokat is. A márka mindinkább úgy kezd viselkedni, mint a kiadó, a tartalomlétrehozást menedzselő szerkesztőkkel (a márkák tartalomszolgáltatóvá válnak). A tartalommarketing egy fontos, de kényes téma, amikor a saját médián keresztül csatlakozik a hirdető, és ezzel elősegíti a márka információinak megértését a keresőcsatornákon és a közösségi oldalakon. A tartalom elősegíti a támogatók és a felhasználók szorosabb kapcsolatát az egész felhasználói életcikluson keresztül. A két oldalt és a nehezen meghódítható területeket kiszolgáló márka-tartalom nem „mászható” meg azonnal, de hosszabb időtartamban gondolkodva garantálja az előnyök növekedését anélkül, hogy a költségek drasztikusan növekednének.
- Az emberek 58%-a bízik az online felületen elhelyezett saját médiában.[1]

### Szerzett (Earned) média
„Earned often requires a paid spark!” – Grant Owens
A szerzett (másképp ingyenes) média a nyilvános- és médiakapcsolatok eredménye, amely igyekszik minél nagyobb publikációs teret szerezni on- és offline felületeken egyaránt. A szerzett média folyamán lényegében jelen van a márka a médiában, hirdetések nélkül is. Ebben a médiatípusban a fogyasztók képviselik a hirdetési eszközt, és saját véleményeiken, ajánlásaikon keresztül terjesztik a márkával kapcsolatos információkat, tartalmakat (online és offline egyaránt). 
- Előnye, hogy az emberek 92%-a bízik a szerzett médiában.[1] Hátránya azonban, hogy kismértékben kontrollálható, emellett érzékenyen reagál minden a hirdetővel kapcsolatos változásra.